# Camera Obscurabrug
De Camera Obscurabrug (brug 322) is een vaste brug in Amsterdam Nieuw-West.
Ze is gelegen in het verlengde van de Leeuwendalersweg zuidwaarts. Ze overspant de Erasmusgracht, die ten westen van de brug de naam Burgemeester Van Tienhovengracht krijgt. De brug dateert van 1961/1962, vlak na de oplevering kwam een stadsfotograaf van de Gemeente Amsterdam langs om een foto te maken. In die jaren waren zowel Dick Slebos als Dirk Sterenberg werkzaam voor de Dienst der Publieke Werken, maar deze brug werd ontworpen door tijdelijke collega Peter Pennink. De brug vertoont wel gelijkenissen met bruggen van Sterenberg en Slebos, bijvoorbeeld in de betonnen overspanning en de strak uitgevoerde rechthoekige metalen blauwe balustrades. De brug is alleen toegankelijk voor voetgangers en fietsers.
De brug ging tot 10 april 2006 naamloos door het leven. Ze kreeg toen haar naam verwijzend naar het werk van Nicolaas Beets. In deze omgeving zijn straten en pleinen vernoemd naar bekende werken uit de Nederlandse literatuur (Leeuwendalers is een landspel van Joost van den Vondel). De vernoeming maakte deel uit van een hele serie vernoemingen van bruggen, zoals de Saïdja en Adindabrug.
<<< · 300 · 301 · 302 · 303 · 304 · 305 · 306 · 307 · 308 · 309 · 310 · 311 · 312 · 313 · 314 · 315 · 316 · 317 · 318 · 320 · 321 · 322 · 323 · 324 · 325 · 327 · 328 · 330 · 331 · 332 · 333 · 334 · 335 · 336 · 337 · 338 · 339 · 340 · 341 · 342 · 343 · 344 · 345 · 346 · 347 · 348 · 349 · 350 · 351 · 352 · 353 · 354 · 355 · 356 · 357 · 358 · 359 · 360 · 361 · 362 · 363 · 364 · 365 · 366 · 367 · 368 · 371 · 372 · 373 · 374 · 375 · 376 · 377 · 378 · 379 · 380 · 381 · 382 · 383 · 385 · 386 · 387 · 388 · 389 · 390 · 391 · 392 · 393 · 394 · 395 · 396 · 397 · 398 · 399 · >>>
Brugnummers 319, 326, 329 (tijdelijke duiker in de Ringspoordijk), 369, 370, 384 zijn niet (meer) vergeven.